# 圣玛丽-莱居尼翁
圣玛丽-莱居尼翁（法語：Sainte-Marie-Legugnon，亦作，法語發音：[sɛ̃t maʁi leɡyɲɔ̃]）是法国大西洋比利牛斯省的一个旧市镇，于1841年由市镇圣玛丽和莱居尼翁合并而成。1858年，圣玛丽-莱居尼翁与市镇奥洛龙合并为市镇奥洛龙-圣玛丽。

## 地理
圣玛丽-莱居尼翁（43°11'17"N, 0°36'58"W）位于法国新阿基坦大区大西洋比利牛斯省，该省份为法国东南部省份，涵盖了贝阿恩与北巴斯克，西临大西洋比斯開灣，北至朗德省，东北接热尔省，东临上比利牛斯省，南与西班牙接壤。
圣玛丽-莱居尼翁的时区为UTC+01:00、UTC+02:00（夏令时）。

## 行政
圣玛丽-莱居尼翁的邮政编码为64400。